# Гомор
Гомор (ивр. עומר‎) — древнееврейская мера сыпучих и жидких тел. Упоминается в Ветхом Завете.
Меры ёмкости для тех и других у евреев были одинаковы, с тем лишь различием, что основная единица меры для первых называлась ефа (эфа), а для вторых — бат; 1/10 часть ефы или бата составлял гомор. В книге пророка Иезекииля: «Да будут у вас правильные весы и правильная ефа и правильный бат. Ефа и бат должны быть одинаковой меры, так чтобы бат вмещал в себе десятую часть хомера и ефа десятую часть хомера; мера их должна определяться по хомеру».
Опираясь на вычисления некоторых раввинов, полагают, что ефа равнялась приблизительно 20 франц. литрам, что составит для сыпучих тел 6 гарнецев, а для жидких тел 1 ведро, 6 кружек и 2 чарки. 1/10 этого количества = 3/4 гарнца или 1 кружке 6 1/5 чарки.